# Koper
Koper/Capodistria ([ˈkoːpəɾ]ⓘ, en italiano: Capodistria, en croata: Kopar) es una ciudad portuaria de Eslovenia, país cuya costa adriática tiene 47 km. Está situada justo al sur de la ciudad italiana de Trieste, también en la costa, y es la capital del municipio de Koper, que en 2011 tenía 24 996 habitantes.

## Historia
Su historia y cultura son fuertemente italianas por su largo pasado veneciano. Lo más valioso y notorio desde el punto de vista arquitectónico es el Palacio de los Pretores, construido del siglo XIII al XV, y la catedral de San Nazario, del siglo XIV. Ambos edificios son de estilo gótico-veneciano y están situados en la céntrica Plaza de Tito.
Koper era un pequeño asentamiento en una isla del golfo de Trieste. En la antigua Grecia el lugar era conocido como Aegida y los romanos lo llamaron Capris, Caprea, Capre o Caprista, es decir, isla de las cabras. 
En 568 los habitantes de la vecina Trieste huyeron de los lombardos a Capodistria. La ciudad fue rebautizada como Justinópolis para honrar al emperador bizantino Justiniano II.
Existen testimonios de la existencia de un importante comercio entre Venecia y Capodistria ya en 932. Durante la guerra entre Venecia y el Sacro Imperio Romano Germánico, Koper se puso de parte de este, siéndole concedido el estatus de ciudad por el emperador alemán Conrado II, en 1035. Sin embargo, en 1279 Koper pasó a formar parte de la República de Venecia. 

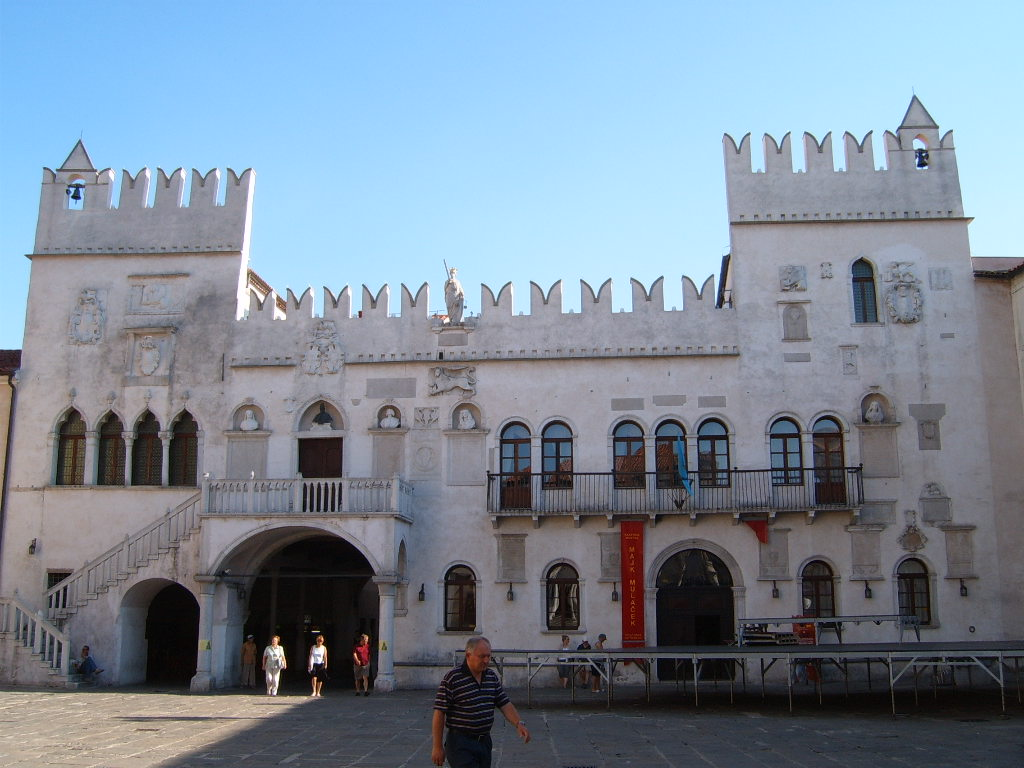
Palacio de los Pretores.

La ciudad se convirtió en el centro administrativo de Istria y era llamada por los venecianos Caput Histriae, la capital de Istria. De ahí proviene su nombre italiano actual, Capodistria. Debido a su pasado veneciano y al constante contacto posterior con Italia, la mayor parte de los habitantes de la zona habla italiano además de esloveno, y existe una importante minoría italiana. 
Entre los siglos XV y XVII Koper vivió su apogeo económico gracias a las salinas, que aún hoy existen, y al comercio de cereales.

El león de San Marcos, símbolo de la República Serenísima de Venecia, a menudo tallado en piedra sobre las fachadas, es muy frecuente en las calles de Capodistria/Koper.

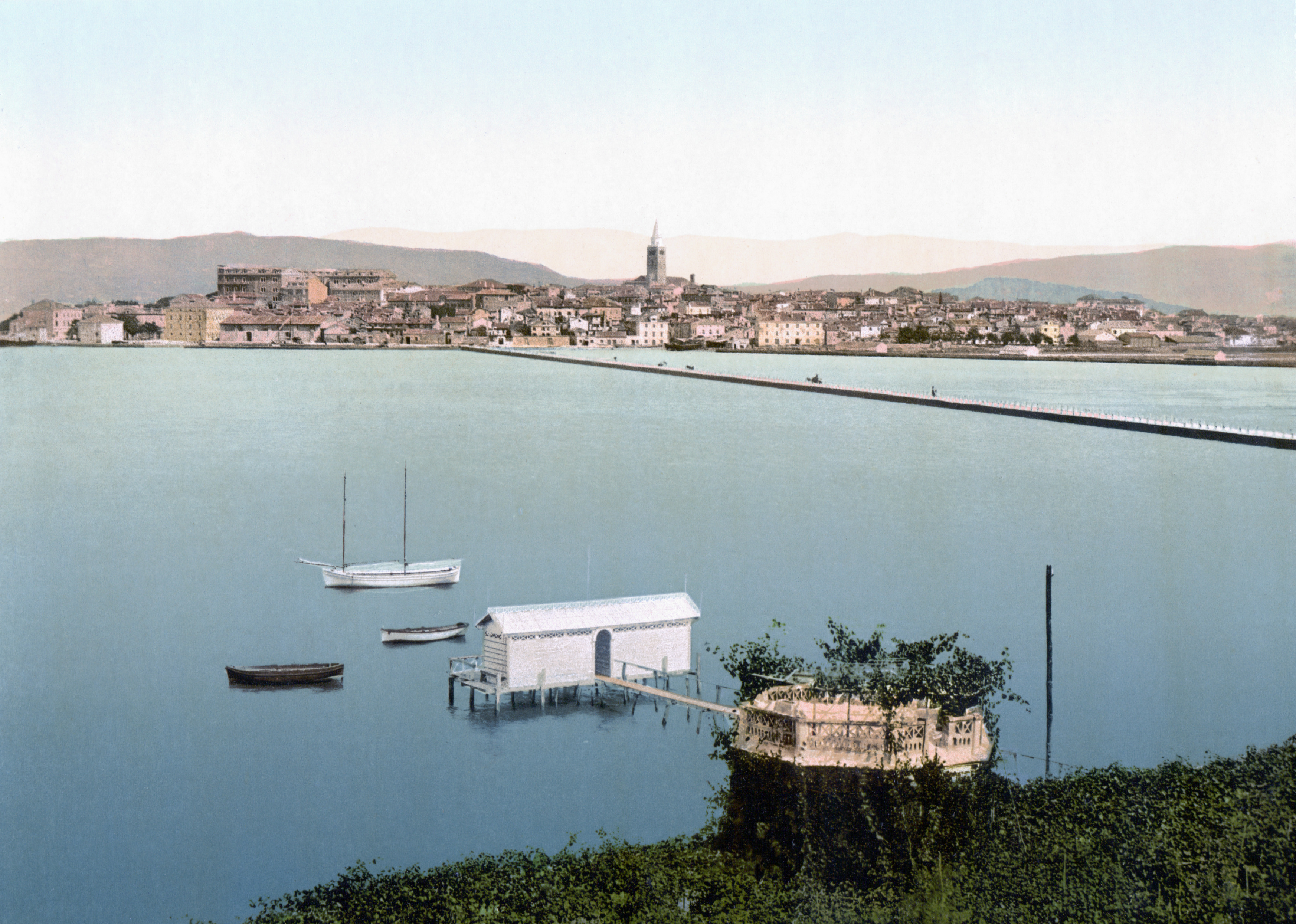
Vista de Koper/Capodistria en 1900

La única ciudad portuaria austríaca de entonces, Trieste, y la veneciana de Koper compitieron durante mucho tiempo, hasta que en 1720 la primera fue declarada zona de libre comercio, lo cual perjudicó a la otra. La llegada de Napoleón puso fin a la "Serenísima República de Venecia" en 1797, según el Tratado de Campo Formio se entregó a Austria. La villa pasó a ser francesa dentro de las Provincias Ilírias en 1809, hasta su ocupación por las tropas austriacas el 12 de septiembre de 1813. Estas mantuvieron la ciudad hasta su toma en noviembre de 1918 por Italia. 
En 1825 la isla fue unida a tierra firme.
Según el censo austrohúngaro de 1900 vivían en Koper todavía 7205 italianos, 391 eslovenos, 167 croatas y 67 austríacos.
Tras la Primera Guerra Mundial y en virtud del Tratado de Rapallo (1922) Koper pasó a Italia junto a una buena parte de la costa adyacente. En 1947 se convirtió en parte de la zona libre de Trieste
En 1954 pasó a formar parte de Yugoslavia.

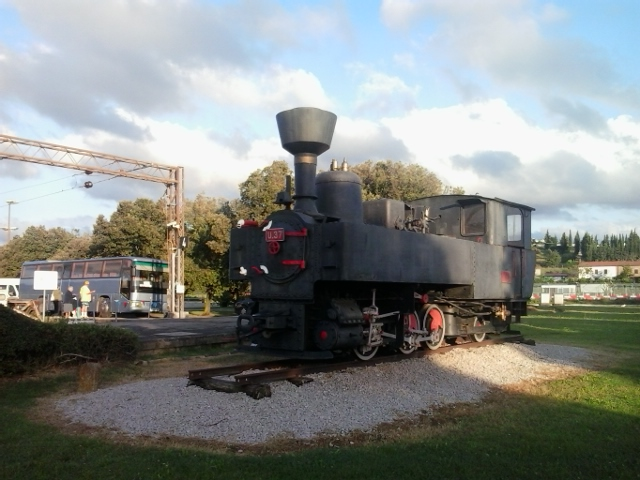
Estación de tren

## Religión
Koper ya fue obispado en el siglo VIII, en 1498 nació en ella Pier Paolo Vergerio que sería después un importante teólogo luterano, llegando a ser obispo de la ciudad de 1536 a 1548. En 1828 Koper pasa a depender de la diócesis de Trieste. Con la pertenencia a Yugoslavia vuelve a ser independiente.

## Economía
La principal fuente de trabajo es el puerto ("Luka Koper"), y la fábrica de motocicletas TOMOS (TOvarna MOtorjev Semedela). Existe una industria turística aún no masificada y una universidad (Univerza na Primorskem), creada en 2003, a la que concurren aproximadamente más de 3000 alumnos. La Universidad de Primorska es también conocida como "Universidad del Litoral".

## Deporte
Existe un equipo de fútbol de primera división, el FC Koper, y su estadio es el ŠRC Bonifika.

## Curiosidades
Fue la ciudad natal del precursor de los estudios fisiológicos del metabilismo Santorio Santorio, (1561-1636) aunque este fuera conocido como Sanctorio de Padua, por la ciudad italiana en la que ejerció su labor docente.
En la calle Kidričeva, que parte de la Plaza de Tito, puede verse una placa conmemorativa escrita en castellano que recuerda a los combatientes antifascistas eslovenos, croatas, italianos (istrianos) muertos en defensa de la Segunda República española, llamados por ello Španski borci (combatientes de España) o simplemente Španci (españoles).
Los combatientes que participaron en España fueron aquella vez los combatientes yugoslavos de Tito. En esta ciudad por ser multinacional participaron eslovenos, croatas y también italianos.